# イキナリズム!
「イキナリズム!」は、EE JUMPの4枚目のシングル。2001年8月29日発売。

## 概要
- 初回特典としてポスターが配布された。
- 日本テレビ系「『AX MUSIC FACTORY』AX RECOMMEND#001」テーマソング。

## 収録曲
1. イキナリズム! (4:49)
（作詞・作曲：つんく　編曲：鈴木Daichi秀行）
2. 決心した夜 (4:24)
（作詞・作曲：つんく　編曲：小西貴雄）
3. イキナリズム!（Instrumental） (4:48)
4. 決心した夜（Instrumental） (4:22)